# إيلين باري
إيلين باري (بالإنجليزية: Ellen Barry)‏ هي محامية أمريكية، ولدت في 1955.